# Samoa nos Jogos Olímpicos de Verão de 2004
Samoa competiu nos Jogos Olímpicos de Verão de 2004, em Atenas, na Grécia.